# عزلة الروضة (ذمار)

تعديل مصدري - تعديل

عزلة الروضة هي إحدى عزل مديرية وصاب العالي في محافظة ذمار اليمنية ويبلغ تعداد سكانها 875 نسمة حسب التعداد السكاني في اليمن لعام 2004.